# Montecatini Val di Cecina
Montecatini Val di Cecina és un municipi situat al territori de la província de Pisa, a la regió de la Toscana, (Itàlia).
Montecatini Val di Cecina limita amb els municipis de Bibbona, Guardistallo, Lajatico, Montescudaio, Monteverdi Marittimo, Pomarance, Riparbella i Volterra.

## Galeria

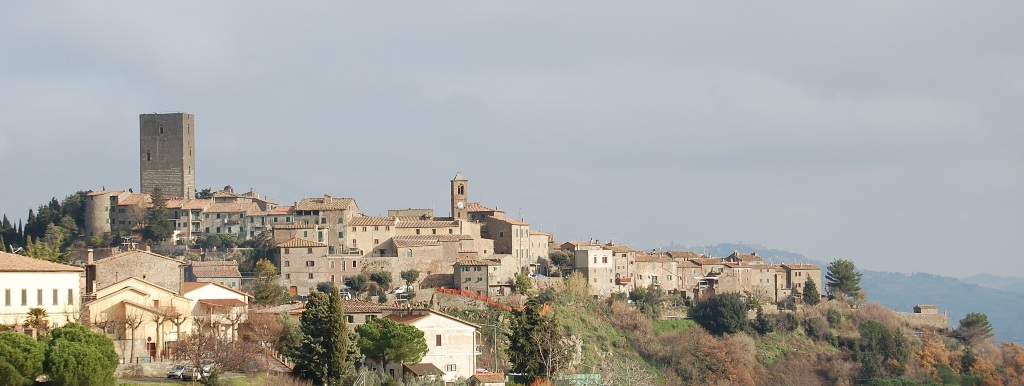
Vista de Montecatini Val di Cecina
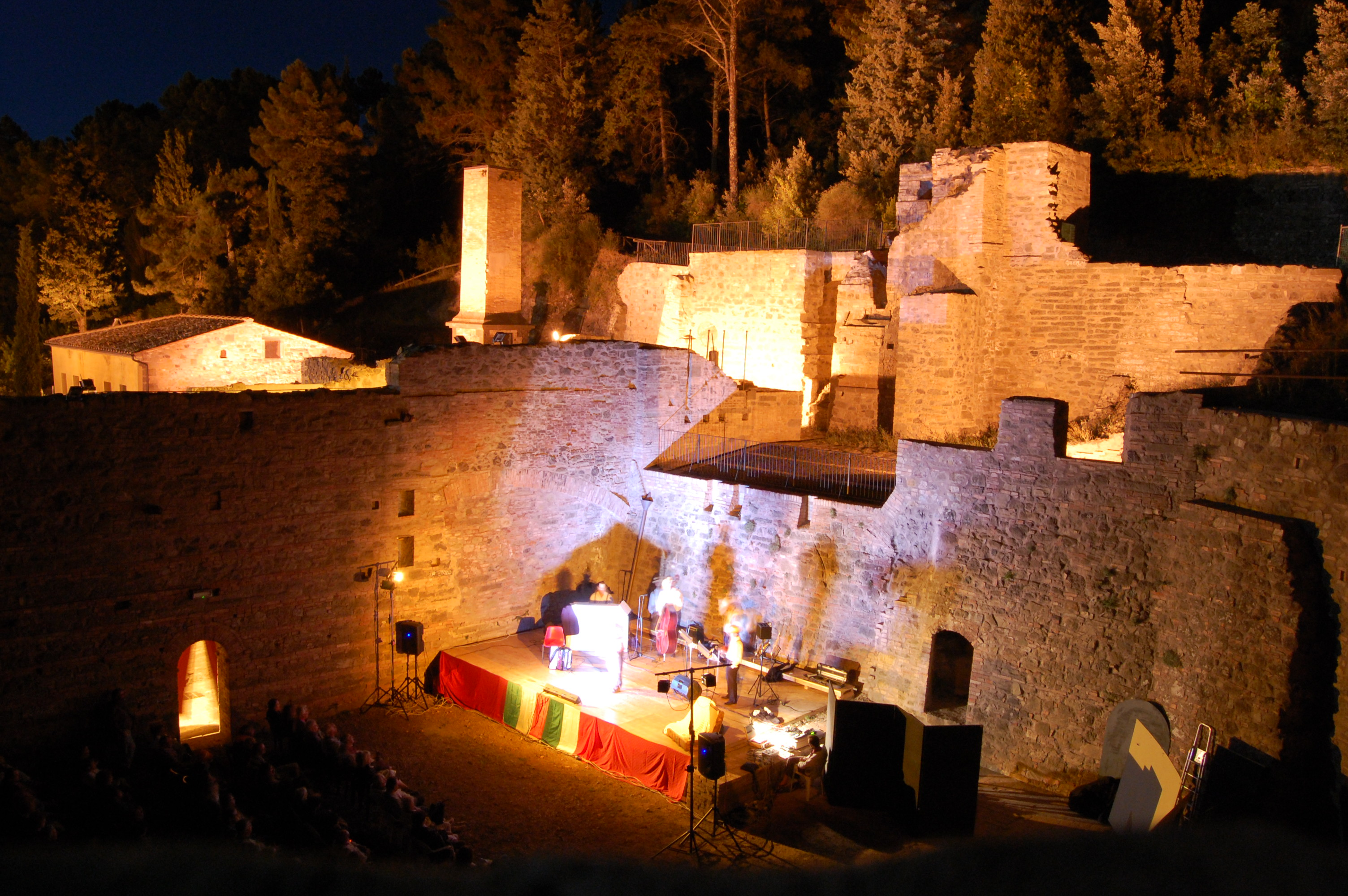
Teatre Laveria
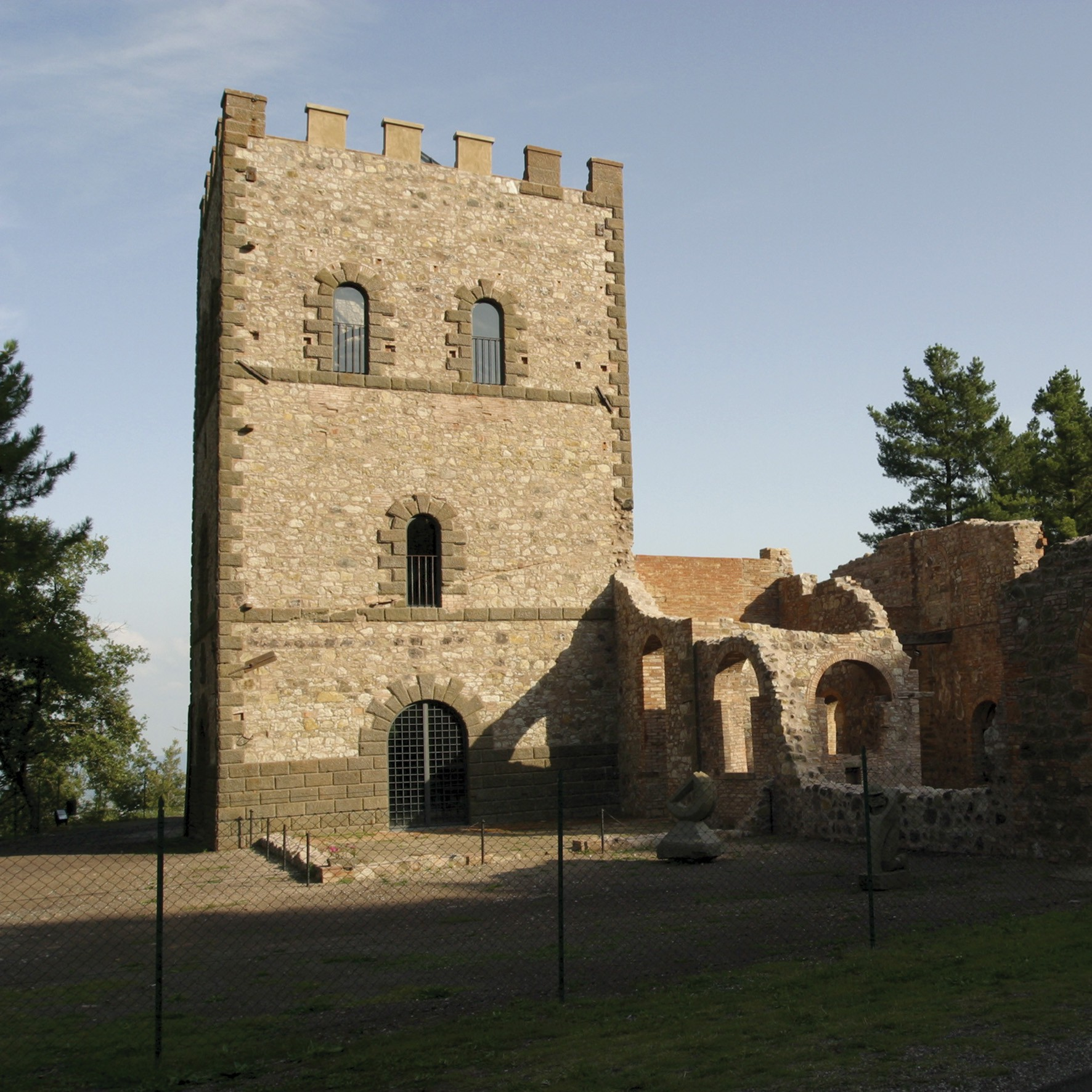
Pou de mineria 'Pozzo Alfredo'
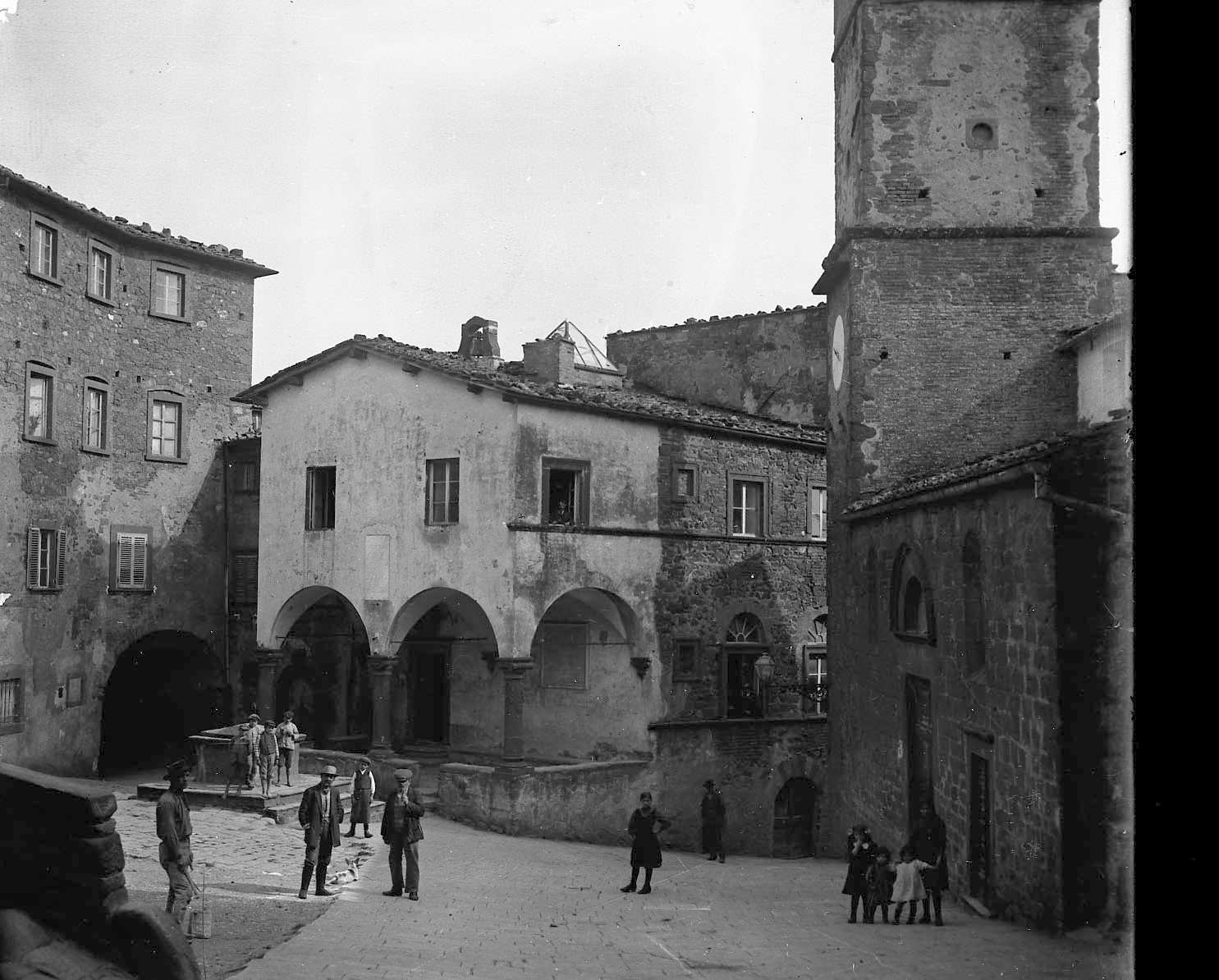
Plaça Garibaldi (ppi. S.XX)
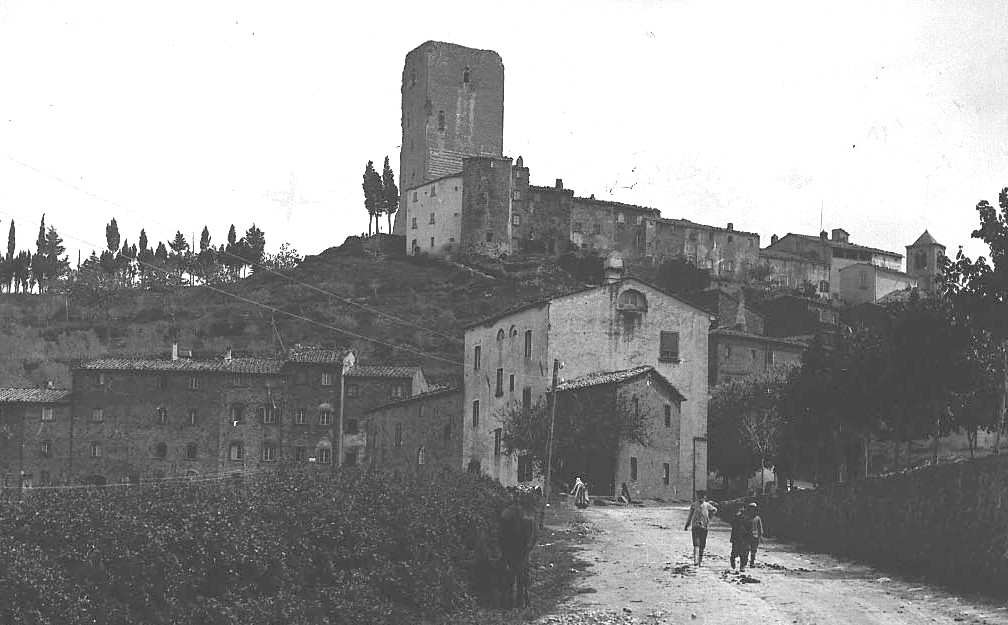
Vista de la 'Torre Belforti' (ppis. s.XX)
Localització del municipi a la prov. de Pisa